# Мындра (Теленештский район)
Мындра (рум. Mîndra) — село в Теленештском районе Молдавии. Наряду с сёлами Ратуш, Новые Саратены, Заиканы и Новые Заиканы входит в состав коммуны Ратуш.

## География
Село расположено на высоте 52 метров над уровнем моря.

## Население
По данным переписи населения 2004 года, в селе Мындра проживает 391 человек (208 мужчин, 183 женщины).
Этнический состав села:
| Национальность | Число жителей | Процентный состав |
| -------------- | ------------- | ----------------- |
| молдаване      | 385           | 98.47             |
| русские        | 3             | 0.77              |
| украинцы       | 2             | 0.51              |
| болгары        | 1             | 0.26              |
| Всего          | 391           | 100%              |